# Левейлл, Чарльз
Чарльз Райан Левейлл (Кокс) (англ. Charles Ryan Leveille (Cox-); род. 7 марта 1983 года) — американский шорт-трекист. Участвовал в зимних Олимпийских играх 2006 года. Чемпион мира 2008 года в команде, бронзовый призёр чемпионата мира 2008 года. Окончил Университет Джорджии со степенью бакалавра в области информационных систем управления и международного бизнеса с акцентом на французский язык, Университет Индианы со степенью магистра в области технологий.

## Биография
Чарльз Левейлл-Кокс родился в семье зубного техника Джимми Уэйна Кокса и матери Синди Левейлл в Чаттануге. В 2000 году родители развелись из-за алкогольной зависимости отца. Его мать работала на двух работах, одна кассиром, а на другой вместе с Чарльзом на выходных убирали мобильные дома в Доусонвилле. Пять лет спустя в Гейнсвилле он через суд поменял фамилию Кокс на материнскую Левейлл. Они жили втроём вместе с матерью и младшей сестрой Дженнифер, которая оставила фамилию отца.

## Спортивная карьера
Когда ему было 18 лет он окончил среднюю школу North Forsyth, и переехал в Лос-Анджелес, следуя по пути других успешных конькобежцев. Надеясь попасть на Олимпийские игры он оставил роликовые коньки в конце 2003 года, которыми занимался с раннего детства. Всего лишь после двух месяцев, как перешёл с роликовых коньков на шорт-трек, Левейлл выиграл бронзовые медали в беге на 500 м и 3000 м на национальном чемпионате США по шорт-треку 2004 года. Несколько месяцев спустя в результате несчастного случая на тренировке по шорт-треку он сломал спину в пяти местах.
После 4-х месяцев пребывания в гипсе, он вошел в программу обучения скоростному катанию в Олимпийском тренировочном центре Колорадо-Спрингс. Его спина оставалась настолько воспаленной, и опасаясь ещё одной травмы, он соревновался нерешительно, плохо. Уже с другой фамилией Чарльз переехал в Ноксвилл и устроился на работу официантом в надежде получить финансовую помощь для поступления в Университет Теннесси. 
Бывший тренер в учебном центре Тони Госкович переехал в Милуоки и подтолкнул Левейлла присоединиться к нему, настаивая на том, что он должен рассмотреть возможность катания на длинных дистанциях. Несколько месяцев спустя на чемпионате США 2005 года он занял 7-е место в испытании на время (его первая пробная гонка) и 10-е место в общем зачете. В августе 2005 года он перешёл в конькобежный спорт на длинные дистанции и уже в октябре он квалифицировался для участия в осеннем Кубке мира, где выступал в дивизионе "B". 
В декабре на олимпийском отборе в Солт-Лейк-Сити он квалифицировался на командную гонку преследования в Турин. На чемпионате США в январе 2006 года по конькобежному спорту в классическом многоборье Левейлл завоевал серебряную медаль на дистанции 10000 м и бронзовую медаль в многоборье. В феврале на зимних Олимпийских играх в Турине он занял 15-е место в беге на 10000 метров и в командной гонке преследования поднялся на 6-е место.
В сезоне 2006/07 годов на Кубке мира в Эрфурте, в дивизионе "B" он занял высокое 5-е место в беге на 1500 м, а также в Торино в командной гонке преследования занял 5-е место. В октябре 2006 года он занял 3-е место на чемпионате США по конькобежному спорту на дистанции 5000 м, а в декабре поднялся на 3-е место в классическом многоборье. В сентябре 2007 года Левейлл прошёл испытания по шорт-треку и уже в феврале 2008 года участвовал на Кубке мира в Квебеке, где занял 5-е место в беге на 1000 м и в Солт-Лейк-Сити выиграл золото в беге на 1500 м.
В марте 2008 года на чемпионате мира в Канныне он выиграл бронзовую медаль на дистанции 1500 м, а в суперфинале поднялся на 2-е место. Через неделю на командном чемпионате мира в Харбине помог партнёрам завоевать золотую медаль.
В октябре 2008 года на Кубке мира по шорт-треку в Солт-Лейк-Сити и Ванкувере он занял 7-е и 8-е места в беге на 1500 м соответственно. На чемпионате США по конькобежному спорту в декабре он занял 4-е место в многоборье, а в шорт-треке не квалифицировался в сборную на следующий сезон. В октябре 2009 года на чемпионате США в дисциплине конькобежного спорта на дистанции 5000 метров он занял 9 место, а через 2 дня, 24 октября занял 14-е место на дистанции 1500 м. 
Чарльз Левейлл пропустил олимпийские испытания на длинных трассах, решив быть со своим отцом после того, как врачи сказали, что ему осталось жить всего несколько дней или недель. Отец Левейлла умер два месяца спустя от застойной сердечной недостаточности. Его спортивная карьера закончилась в ноябре 2009 года. Он вернулся домой в Атланту, купил мотоцикл и начал готовиться к колледжу и остальной части своей жизни. 

## Карьера в науке
В 27 лет, не имея никаких навыков, кроме катания на коньках, Левейлл поступил в Университет Джорджии в качестве первокурсника. После окончания университета в 2013 году, отмеченная наградами инновационная лаборатория "General Electric" наняла его для энергетического проекта, и во время работы в Сан-Франциско он получил степень магистра в области технологий в Университете Индианы. Там он проработал в течение шести лет, сначала в энергетике, а затем в транспорте. Он вернулся в Атланту, чтобы быть ближе к семье и друзьям и окончил Terry College of Business в Афинах по программе MBA в области стратегии, а также получил степень магистра дизайна в Колледже искусств и дизайна Саванны.
В мае 2019 года был нанят компанией Coca-Cola, чтобы найти изобретательные цифровые пути в электронной коммерции.

## Награды
- 29 августа 2009 года - введен в Зал славы Северо-Восточной Джорджии